# Nycterosea quadrisecta
Nycterosea quadrisecta är en fjärilsart som beskrevs av Claude Herbulot 1954. Nycterosea quadrisecta ingår i släktet Nycterosea och familjen mätare. Inga underarter finns listade i Catalogue of Life.